# Hans-Jürgen Sperlich
Hans-Jürgen Sperlich (* 29. Februar 1948 in Hamm) ist ein ehemaliger deutscher Fußballspieler. Seine größten Erfolge feierte er mit dem Hamburger SV, wo er 1976 deutscher Pokalsieger wurde und 1977 den Europapokalsieger der Pokalsieger gewann.

## Laufbahn
Mit dem Lüner SV nahm Sperlich Ende der 1960er Jahre an der zweitklassigen Regionalliga West teil. Zur Saison 1970/71 wechselte er zum Bundesligisten Hertha BSC. Am zweiten Spieltag dieser Saison kam er zu seinem ersten Bundesliga-Einsatz, als er im Spiel gegen den FC Bayern München in 65. Minute für Franz Brungs eingewechselt wurde. Zwei Spieltage später schoss Sperlich, nach abermaliger Einwechslung, zwei Minuten vor Ende der Partie gegen den FC Schalke 04 den Siegtreffer und damit sein erstes Bundesliga-Tor.
Wegen der Verstrickung in den Bundesliga-Skandal wurde Sperlich vom 21. Juni 1972 bis 20. Juni 1974 gesperrt, im November 1973 aber begnadigt. Während seiner Sperre spielte er in Südafrika bei Durban City, von wo er nach seiner Begnadigung 1973 zum Hamburger SV wechselte. Diesem gehörte er drei Spielzeiten an. Nachdem er in der Saison 1976/77 oft nicht zum Kader gehörte und insgesamt nur drei Spiele über 90 Minuten, eines davon im Europapokal der Pokalsieger, bestritt und kein einziges Tor erzielte, wechselte er zur Folgesaison in die 2. Bundesliga-Nord zu Rot-Weiss Essen.
Sperlich ließ sich nach Abschluss seiner Fußballerjahre in Hamm nieder, wo er als Physiotherapeut arbeitete.

## Erfolge
- DFB-Pokalsieger: 1975/76
- Europapokalsieger der Pokalsieger: 1976/77